# Mattias Käit
Mattias Käit (n. 29 iunie 1998, Tallinn, Estonia) este un fotbalist estonian, care joacă pe post de mijlocaș la Thun în Challenge League. Pe plan internațional, are prezențe la națională pentru Estonia U19⁠(d), Estonia U21⁠(d), Estonia, Estonia U16⁠(d) și Estonia U17⁠(d).

## Cariera

### Club

#### Fulham
Käit s-a alăturat academiei de tineret Levadia în 2006, când Levadia și Kotkas Juunior au fuzionat. În iulie 2014, s-a alăturat Academiei Fulham .  Käit a semnat primul său contract profesionist cu clubul în iulie 2015.  La 1 martie 2017, a semnat o prelungire a contractului care îl va menține la Fulham până în vara lui 2019. 

#### Comitatul Ross
Pe 31 ianuarie 2018, Käit s-a alăturat clubului din Scottish Premiership , împrumutat, până la sfârșitul sezonului.  El și-a făcut debutul pentru club pe 3 februarie 2018, într-o victorie de 4-1 în deplasare împotriva lui Dundee . 

#### Domzale
Pe 16 iunie 2019, Käit a semnat un contract de trei ani cu echipa slovenă PrvaLiga Domžale .  Și-a făcut debutul pentru club pe 11 iulie 2019, într-o victorie cu 4–3 în deplasare împotriva lui Balzan în primul tur de calificare al UEFA Europa League .  Käit a părăsit clubul pe 3 septembrie 2021. 

#### Bodø / Glimt
Pe 16 septembrie 2021, Käit a semnat un contract cu campionii norvegieni Bodø/Glimt până la sfârșitul anului. 

#### Rapid București
Pe 18 ianuarie 2022, Käit a semnat un contract de doi ani și jumătate cu clubul românesc Rapid București până în vara anului 2024. 

### Nationala
Käit a reprezentat Estonia la nivelurile sub-16 , sub-17 , sub-19 , sub-21 și sub-23 .
El și-a făcut debutul internațional la seniori cu Estonia pe 6 ianuarie 2016, într-un meci de egalitate 1–1 împotriva Suediei într-un amical .  Käit a marcat primele două goluri internaționale pentru Estonia pe 7 octombrie 2016, într-o victorie cu 4-0 pe teren propriu împotriva Gibraltarului într-un meci de calificare pentru Cupa Mondială FIFA 2018 .  Pe 3 septembrie 2017, Käit a marcat singurul gol al unei victorii acasă în fața Ciprului în timpul prelungirii.  Golul i-a adus ulterior premiul Estonian Silverball pentru cel mai bun gol marcat pentru echipa națională în 2017. El a marcat din nou în calificările succesive din 7 octombrie, o victorie cu 6-0 în deplasare împotriva Gibraltarului.  Käit a fost cel mai mare marcator al Estoniei în calificare, cu patru goluri.

## Statistici

### Club
Din 22 octombrie 2021
| Club                      | Sezon         | Ligă                | Ligă      | Ligă   | ceașcă    | ceașcă | Cupa Ligii | Cupa Ligii | Europa    | Europa | Alte      | Alte   | Total     | Total  |
| Club                      | Sezon         | Divizia             | Aplicații | Goluri | Aplicații | Goluri | Aplicații  | Goluri     | Aplicații | Goluri | Aplicații | Goluri | Aplicații | Goluri |
| ------------------------- | ------------- | ------------------- | --------- | ------ | --------- | ------ | ---------- | ---------- | --------- | ------ | --------- | ------ | --------- | ------ |
| Fulham                    | 2015–16       | Campionat           | 0         | 0      | 0         | 0      | 0          | 0          | —         | —      | —         | —      | 0         | 0      |
| Fulham                    | 2016–17       | Campionat           | 0         | 0      | 0         | 0      | 0          | 0          | —         | —      | 0         | 0      | 0         | 0      |
| Fulham                    | 2017–18       | Campionat           | 0         | 0      | 0         | 0      | 0          | 0          | —         | —      | 0         | 0      | 0         | 0      |
| Fulham                    | 2018–19       | Prima ligă          | 0         | 0      | 0         | 0      | 0          | 0          | —         | —      | —         | —      | 0         | 0      |
| Fulham                    | Total         | Total               | 0         | 0      | 0         | 0      | 0          | 0          | —         | —      | 0         | 0      | 0         | 0      |
| Fulham U21                | 2017–18       | —                   | —         | —      | —         | —      | —          | —          | —         | —      | 3         | 0      | 3         | 0      |
| Comitatul Ross (împrumut) | 2017–18       | Premiership scoțian | 6         | 0      | 0         | 0      | 0          | 0          | —         | —      | —         | —      | 6         | 0      |
| Domžale                   | 2019–20       | PrvaLiga slovenă    | 15        | 1      | 1         | 0      | —          | —          | 4         | 0      | —         | —      | 20        | 1      |
| Domžale                   | 2020–21       | PrvaLiga slovenă    | 22        | 0      | 4         | 0      | —          | —          | 0         | 0      | —         | —      | 26        | 0      |
| Domžale                   | 2021–22       | PrvaLiga slovenă    | 5         | 0      | 0         | 0      | —          | —          | 6         | 1      | —         | —      | 11        | 1      |
| Domžale                   | Total         | Total               | 42        | 1      | 5         | 0      | 0          | 0          | 10        | 1      | 0         | 0      | 57        | 2      |
| Bodø / Glimt              | 2021          | Eliteserien         | 0         | 0      | 1         | 0      | —          | —          | 0         | 0      | —         | —      | 1         | 0      |
| Total cariera             | Total cariera | Total cariera       | 48        | 1      | 6         | 0      | 0          | 0          | 10        | 1      | 3         | 0      | 67        | 2      |

1. ^ Apariții în EFL Trophy
2. ^ Apariții în UEFA Europa League
3. ^ Apariții în UEFA Champions League

### Internațional
De la meciul jucat pe 24 martie 2022
| echipa națională | An    | Aplicații | Goluri |
| ---------------- | ----- | --------- | ------ |
| Estonia          | 2016  | 2         | 2      |
| Estonia          | 2017  | 10        | 2      |
| Estonia          | 2018  | 4         | 1      |
| Estonia          | 2019  | 10        | 0      |
| Estonia          | 2020  | 5         | 0      |
| Estonia          | 2021  | 8         | 3      |
| Estonia          | 2022  | 1         | 0      |
| Total            | Total | 40        | 8      |

Scorurile și rezultatele listează primul număr de goluri al Estoniei, coloana scor indică scorul după fiecare gol Käit.
| Nu. | Data              | Locul de desfășurare                          | Cap | Adversar  | Scor | Rezultat | Competiție                            |
| --- | ----------------- | --------------------------------------------- | --- | --------- | ---- | -------- | ------------------------------------- |
| 1   | 7 octombrie 2016  | Stadionul Lilleküla , Tallinn , Estonia       | 2   | Gibraltar | 1–0  | 4–0      | Calificare la Cupa Mondială FIFA 2018 |
| 2   | 7 octombrie 2016  | Stadionul Lilleküla , Tallinn , Estonia       | 2   | Gibraltar | 3–0  | 4–0      | Calificare la Cupa Mondială FIFA 2018 |
| 3   | 3 septembrie 2017 | Stadionul Lilleküla, Tallinn, Estonia         | 8   | Cipru     | 1–0  | 1–0      | Calificare la Cupa Mondială FIFA 2018 |
| 4   | 7 octombrie 2017  | Stadionul Algarve , Faro / Loulé , Portugalia | 9   | Gibraltar | 2–0  | 6–0      | Calificare la Cupa Mondială FIFA 2018 |
| 5   | 30 mai 2018       | Stadionul Rakvere City , Rakvere , Estonia    | 15  | Lituania  | 2–0  | 2–0      | Cupa Baltică 2018                     |
| 6   | 10 iunie 2021     | Stadionul Lilleküla, Tallinn, Estonia         | 34  | Letonia   | 1–0  | 2–1      | Cupa Baltică 2020                     |
| 7   | 10 iunie 2021     | Stadionul Lilleküla, Tallinn, Estonia         | 34  | Letonia   | 2–0  | 2–1      | Cupa Baltică 2020                     |
| 8   | 2 septembrie 2021 | Stadionul Lilleküla, Tallinn, Estonia         | 35  | Belgia    | 1–0  | 2–5      | Calificare la Cupa Mondială FIFA 2022 |

## Onoruri
Individual
- Tânărul fotbalist estonian al anului : 2016, 2017
- Estonian Silverball : 2017